# Novolakskij rajon
Il Novolakskij rajon (in russo Новолакский район?) è un distretto municipale del Daghestan, situato nel Caucaso.